# Guido Salvini (regista)
Guido Salvini (Firenze, 12 maggio 1893 – Firenze, 4 maggio 1965) è stato un regista e scenografo italiano.
(Lucio Ridenti, Guido Salvini. Il primo maggior regista ed organizzatore italiano, "Il Dramma", n. 345-346, giugno-luglio 1965, pp. 57-58)

## Biografia
Nipote del grande attore Tommaso Salvini - suo padre, lo scultore e direttore della gipsoteca di Firenze Mario Salvini, era il figlio del grande attore - e quindi nipote anche dell'altro figlio di Tommaso, Gustavo Salvini, nel 1924 fu tra i fondatori del Teatro d'Arte di Roma diretto da Luigi Pirandello.
Diresse 296 lavori: 147 spettacoli di prosa, 125 opere, 4 operette, 10 balletti, 4 pantomime e 6 film. Organizzò importanti tournée del teatro d'opera e di prosa italiano all'estero.
Nel 1932 assunse la direzione del II Festival Musicale di Venezia. Come responsabile del settore prosa del primo Maggio Fiorentino, nel 1933 portò a Firenze Max Reinhardt e Jacques Copeau.
Nel 1935 venne chiamato da Reinhardt al Festival di Salisburgo dove allestì un famoso Falstaff diretto da Arturo Toscanini.
È sepolto nel Cimitero delle Porte Sante in Firenze.

## L'Accademia
Dal 1938 al 1944 fu maestro di regia all'Accademia nazionale d'arte drammatica: tra i suoi allievi figurarono Luigi Squarzina, Vito Pandolfi, Luciano Salce.
Nel 1946 fondò la rivista Teatro.
Dal 1950 al 1951 diresse la Compagnia del Teatro Nazionale, che vide tra i componenti attori come Edda Albertini, Vittorio Gassman, Giorgio Albertazzi, Vivi Gioi, Massimo Girotti, Gabriele Ferzetti.

## Teatro

### Regista
- Nostra Dea, Massimo Bontempelli, Praga, Teatro Nazionale, 15 giugno 1927
- Gian Gabriele Borkman, Henrik Ibsen, Milano, Teatro Manzoni, 7 marzo 1928
- Peer Gynt, Henrik Ibsen, Teatro di Torino, 11 ottobre 1928
- Sei personaggi in cerca d'autore, Luigi Pirandello, Mosca, Teatro d’Arte, novembre 1929
- Süss, l'ebreo, di Ashley Dukes, Teatro di Torino, 12 aprile 1930
- Questa sera si recita a soggetto, di Luigi Pirandello, Torino, Teatro di Torino, 14 aprile 1930
- Giri d'acqua, di Maria Chiappelli, Milano, Teatro Filodrammatici, 17 maggio 1930
- La Tancia, di Michelangelo Buonarroti il Giovane, Teatro Romano di Fiesole, 29 maggio 1930
- Elsa, la cavaliera, di Paul Demasy, Milano, Teatro Manzoni, 27 settembre 1930
- L'isola meravigliosa, di Ugo Betti, Milano, Teatro Manzoni, 3 ottobre 1930
- Alla prova, di Frederick Lonsdale, Milano, Teatro Manzoni, 7 ottobre 1930
- L'amore fa fare questo e altro, di Achille Campanile, Milano, Teatro Manzoni, 17 ottobre 1930
- La fine del protagonista, di Cesare Giulio Viola, Milano, Teatro Manzoni, 23 ottobre 1930
- Week-end, di Noël Coward, Milano, Teatro Manzoni, 29 ottobre 1930
- Il terzo amante, di Gino Rocca, Sanremo, Teatro del Casinò, 26 novembre 1930
- Le monachine, di Giuseppe Adami, Brescia, Teatro Sociale, 3 dicembre 1930
- Leggere e scrivere, di Luigi Chiarelli, Genova, Giardino d’Italia, 7 gennaio 1931
- Quei cari parenti, di Noël Coward, Milano, Olimpia, 20 marzo 1931
- La locandiera, di Carlo Goldoni, Genova, Teatro Augustus, 18 dicembre 1931
- La stella del Sud, di Gian Capo, Milano, Odeon, 15 aprile 1932
- Son donne fatte così, di Attilio Carpi, Milano, Teatro Filodrammatici, 9 giugno 1932
- Gran Hotel, di Vicki Baum, Milano, Teatro Olimpia, 23 novembre 1932
- Il pappagallo verde, di Arthur Schnitzler, Milano, Teatro Manzoni, 13 febbraio 1935 Biennale Teatro 1934
- Paludi, di Goffredo Ginocchio, Firenze, Teatro Sperimentale del GUF, 6 giugno 1935
- La città morta, di Gabriele D'Annunzio, Asolo, 24 agosto 1935
- Le Coefore, di Eschilo, Vicenza, Teatro Olimpico, 21 settembre 1935.
- Liliom, leggenda del sobborgo, di Ferenc Molnár, Milano, Teatro Olimpia, 1º ottobre 1935
- La figlia di Iorio, di Gabriele D'Annunzio, Milano, Teatro Lirico, 22 gennaio 1936
- Simma, di Francesco Pastonchi, Milano, Teatro Lirico, 27 gennaio 1936
- Questa sera si recita a soggetto, di Luigi Pirandello, Milano, Teatro Lirico, 31 gennaio 1936
- Più che l'amore, di Gabriele D'Annunzio, Asolo, 8 agosto 1936
- Il martirio di San Sebastiano, di Gabriele D'Annunzio, Pompei, 15 settembre 1936
- Edipo re, di Sofocle, Sabratha, 19 marzo 1937
- Romeo e Giulietta, di William Shakespeare, Venezia, Ca’ Foscari, 20 luglio 1937
- I sette contro Tebe, di Eschilo, Vicenza, Teatro Olimpico, 28 agosto 1937
- Ifigenia in Tauride, di Eschilo, Sabratha, 26 maggio 1938
- La nave, di Gabriele D'Annunzio, Venezia, Isola di Sant'Elena, 2 settembre 1938.
- Edipo re, di Sofocle, Vicenza, Teatro Olimpico, 8 settembre 1939
- I masnadieri, di Friedrich Schiller, Venezia, Giardini della Biennale, 31 luglio 1941; Milano, Teatro Nuovo, 25 giugno 1942
- Sei personaggi in cerca d'autore, di Luigi Pirandello, Milano, Teatro Odeon, 18 novembre 1941
- Goldoni e le sue sedici commedie nuove, di Paolo Ferrari, Roma, Teatro Argentina, 18 dicembre 1943
- Oh, il matrimonio, di George Bernard Shaw, Roma, Teatro Eliseo, 21 gennaio 1944
- La fiaccola sotto il moggio, di Gabriele D'Annunzio, Roma, Teatro Eliseo, 1944-45
- Do mi sol do, di Paul Géraldy, Roma, Teatro Eliseo, 1944-45
- La guerra di Troia non si farà, di Jean Giraudoux, Roma, Teatro Eliseo, 22 novembre 1944
- La brava gente, di Irwin Shaw, Roma, Teatro Eliseo, 7 dicembre 1944
- Quartetto pazzo, di Ernst Eklund, Roma, Teatro Eliseo, 29 dicembre 1944
- Rebecca, la prima moglie, di Daphne du Maurier, Roma, Teatro Quirino, 20 aprile 1946
- Il ritratto di Dorian Gray, di Oscar Wilde, Roma, Teatro Quirino, 11 giugno 1946
- Mia sorella Evelina, di Joseph Fields e Jerome Chodorov, Roma, Teatro Quirino, 3 luglio 1946
- Sogno di una notte di mezza estate, di William Shakespeare, Roma, Teatro Quirino, 1946
- Appuntamento a Senlis di Jean Anouilh, Milano, Teatro Excelsior, 31 gennaio 1947
- L'aquila a due teste, di Jean Cocteau, Roma, Teatro Valle, 19 novembre 1947
- La selvaggia, di Jean Anouilh, Piccolo Teatro di Milano, 27 marzo 1948
- Edipo re, di Sofocle, Vicenza, Teatro Olimpico, 2 settembre 1948
- Cristo ha ucciso, di Gian Paolo Callegari, Venezia, Teatro La Fenice, 30 settembre 1948.
- Nata ieri, Garson Kanin, Milano, Teatro Odeon, 29 novembre 1948
- Medea, di Euripide, Ostia, Teatro Romano, 25 giugno 1949
- Giulio Cesare, di William Shakespeare, Verona, Teatro Romano, 18 agosto 1949
- Commedia degli Straccioni, di Annibal Caro, Vicenza, Teatro Olimpico, 8 settembre 1949
- La città morta, di Gabriele D'Annunzio, Asolo, 17 settembre 1949
- Zio Harry, di Thomas Job, Milano, Teatro Odeon, 16 dicembre 1949
- Le Baccanti, di Euripide, Siracusa, Teatro Greco, 6 maggio 1950
- I Persiani, di Eschilo, Siracusa, Teatro Greco, 7 maggio 1950
- Romeo e Giulietta, di William Shakespeare, Verona, Piazza dei Signori, 20 agosto 1950; Roma, Teatro Valle, 8 marzo 1951
- Antigone, di Sofocle, Vicenza, Teatro Olimpico, 15 settembre 1950
- Anna per mille giorni, di Maxwell Anderson, Roma, Teatro Valle, 12 gennaio 1951
- Yo, el Rey, di Bruno Cicognani, Roma, Teatro Valle, 2 maggio 1951
- La figlia di Iorio, di Gabriele D'Annunzio, Firenze, Teatro della Pergola, 2 giugno 1951
- Il libro di Cristoforo Colombo, di Paul Claudel, Parco di Nervi, 27 luglio 1951
- Giovanna e i suoi giudici, di Thierry Maulnier, San Miniato, 18 agosto 1951
- Intrichi d'amore, di Torquato Tasso, Vicenza, Teatro Olimpico, settembre 1951
- Sogno di una notte di mezza estate, di William Shakespeare, Roma, Teatro Valle, 12 gennaio 1952.
- La signora non è da bruciare, di Christopher Fry, Milano, Teatro Manzoni, 15 marzo 1952
- Maria Stuarda, di Friedrich Schiller, Roma, Teatro Valle, 12 aprile 1952
- Edipo a Colono, di Sofocle, Siracusa, Teatro Greco, 29 maggio 1952
- Le troiane, di Euripide, Siracusa, Teatro Greco, 30 maggio 1952
- Ispezione, di Ugo Betti, Bologna, marzo 1953
- Elena o la gioia di vivere, di André Roussin e Madeleine Gray, Roma, Teatro Eliseo, 5 dicembre 1953
- Inchiesta su un adulterio, di Virgilio Lilli, Roma, Teatro Eliseo, 17 marzo 1954
- Prometeo incatenato, di Eschilo, Siracusa, Teatro Greco, 15 maggio 1954
- Antigone, di Sofocle, Siracusa, Teatro Greco, 16 maggio 1954
- Anche le donne hanno perso la testa, di Curzio Malaparte, Venezia, Teatro La Fenice, 10 agosto 1954
- La vedova, di Giovan Battista Cini, Vicenza, Teatro Olimpico, 10 settembre 1954
- Alcesti, di Euripide, Ostia Antica, Teatro Romano, 3 luglio 1956.
- Giuda, di Marcel Pagnol, Portovenere, 17 agosto 1956
- Non si sa mai, di George Bernard Shaw, Roma, Teatro delle Arti, 4 aprile 1957
- Storiella di montagna, di Rosso di San Secondo, Roma, Teatro delle Arti, 14 aprile 1957
- Saul, di Vittorio Alfieri, Palermo, Teatro di Verzura, 27 luglio 1957
- Edipo re, di Sofocle, Siracusa, Teatro Greco, 11 giugno 1958
- I giganti della montagna, di Luigi Pirandello, Bologna, Teatro Comunale, 14 febbraio 1959
- Il racconto d'inverno, di William Shakespeare, Palermo, Teatro di Verdura, 7 luglio 1959
- Asinaria, di Plauto, Roma, Ninfeo di Valle Giulia, 3 agosto 1960
- Don Gil dalle calze verdi, di Tirso de Molina, Urbino, Palazzo Ducale, 6 agosto 1960
- L'uomo, la bestia e la virtù di Luigi Pirandello, Catania, Teatro Angelo Musco, 13 febbraio 1961
- Il tessitore, di Domenico Tumiati, Torino, Teatro Carignano, 10 luglio 1961
- Antigone, di Sofocle, Ostia Antica, 1º agosto 1961
- Vestire gli ignudi di Luigi Pirandello, Catania, Teatro Angelo Musco, Teatro Angelo Musco, 8 marzo 1962
- San Francesco e l'uomo cattivo, di Henry Brochet, Roma, Santa Maria del Popolo, 21 aprile 1962
- La figlia di Iorio, di Gabriele D'Annunzio, Pescara, Teatro Gabriele D’Annunzio, 5 agosto 1963

### Scenografo
- Diana e la Tuda, testo e regia di Luigi Pirandello, Milano, Teatro Eden, 14 gennaio 1927
- Il ventaglio, di Carlo Goldoni, regia di Renato Simoni, Venezia, Campo San Zaccaria, 15 luglio 1936
- Le baruffe chiozzotte, di Carlo Goldoni, regia di Renato Simoni, Venezia, Campo San Cosmo, 17 luglio 1936
- Le baruffe chiozzotte, di Carlo Goldoni, regia di Renato Simoni, Venezia, Campo San Cosmo, 10 luglio 1937
- Il bugiardo, di Carlo Goldoni, regia di Renato Simoni, Venezia, Campo San Trovaso, 13 luglio 1937
- Il ventaglio, di Carlo Goldoni, regia di Renato Simoni, Venezia, Campo San Zaccaria, 16 luglio 1939

## Prosa radiofonica Rai
- Romeo e Giulietta, di William Shakespeare, trasmessa il 15 maggio 1942.
- La tempesta, di William Shakespeare, 13 dicembre 1942.
- Giovanna e i suoi giudici, di Thierry Maulnier, 1º novembre 1951.
- Yo, el rey, Filippo II, di Bruno Cicognani, 17 settembre 1957.
- Saul, di Vittorio Alfieri, 5 dicembre 1957.

## Prosa televisiva Rai
- Alcesti di Euripide, 1956.
- Don Gil dalle calze verdi, di Tirso de Molina, 8 marzo 1961.

## Filmografia
- Regina della Scala (1936), sceneggiatura e regia (co-diretto con Camillo Mastrocinque)
- L'orizzonte dipinto (1941), sceneggiatura e regia
- Quartetto pazzo (1944), sceneggiatura e regia
- Ultimo amore, regia di Luigi Chiarini (1947), attore
- Clandestino a Trieste (1951), regia
- Il conte Aquila (1954), regia e sceneggiatura
- Adriana Lecouvreur (1955), sceneggiatura e regia

## Riconoscimenti
- 1964 – Premio Renato Simoni

## Opere
- Guido Salvini, Sul «seminario teatrale» di Vienna (e altre considerazioni tristi), «Comoedia», Anno XIII, n. 4, aprile-maggio 1931.
- Guido Salvini, Tappe del suo cammino, «Comoedia», Anno XIV, n. 4, aprile 1932.
- Guido Salvini, Vecchia e nuova regìa (Come Reinhardt vede Pirandello), «Comoedia», anno XV, n. 6, giugno 1934.
- Guido Salvini, Che cos’è la regia drammatica, «Scenario», anno V, n. 1, gennaio 1936, p. 3-6.
- Guido Salvini, Max Reinhardt, in La regia teatrale, (a cura di) Silvio D'Amico, Roma, Belardetti, 1947, pp. 61-78.
- Guido Salvini, Enti Autonomi Drammatici, Ariel, anno X, n. 3, settembre-dicembre 1995, pp. 109-122.